# Kimagure Orange Road
"Kimagure Orange Road" (japanski きまぐれオレンジ☆ロード, Kimagure Orenji Rōdo) je fantastična romantična komedija anime i manga serija iz 1987. koju je napisao Izumi Matsumoto. Mangu je objavio Weekly Shonen Jump a potom je naknadno adaptirana u animiranu seriju u režiji Osamua Kobayashija koja je emitirana na Nippon Television.
Iako se radnja vrti oko junaka Kyosukea Kasugea koji ima nadnaravne moći, "Kimagure Orange Road" je uglavnom klasična i jednostavna priča o ljubavnom trokutu njega i dvije djevojke (Ayukawa i Hikaru) te o tinejdžerskim jadima i problemima. Izuzev animirane televizijske serije, "Kimagure Orange Road" je također obrađen i kao OVA serija od 8 epizoda 1989. te dva anime filma: "I Want to Return to That Day" 1988. i "Shin Kimagure Orange Road: Summer's Beginning" 1996.
U časopisu Animage, serija "Kimagure Orange Road" je 1988. osvojila 8. mjesto na listi najboljih animea godine s 412 glasa. Epizode 19 i 12 našle su se na popisu 20 najboljih epizoda neke anime serije te godine; Kasuga Kyosuke je proglašen 11. najboljim muškim anime likom, a Madoka Ayukawa najboljim ženskim anime likom godine. U istom časopisu, 1989. je serija osvojila 14. mjesto na listi najboljih anime serija godine dok je film "I Want to Return to That Day" osvojio 18. mjesto sa 112 glasa.

## Radnja
15-godišnji Kyosuke Kasuga se već sedam puta morao premjestiti sa svojom obitelji, sestrama blizankinjama Manami i Kurumi, te ocem Takashijem u novi grad kako bi održali u tajnosti činjenicu da njihova obitelj ima "moć", tj. nadnaravne sposobnosti pomicanje predmeta i teleportacija. Djeca su to nasljedila od pokojne majke, dok im je otac samo "običan čovjek" bez ikakvih nadljudskih sposobnosti. Šetajući jedan dan po gradu i penjući se po stepenicama, Kyosuke uhvati šešir kojeg je otpuhao vjetar te otkrije da pripada djevojci Ayukawi. Odmah se zaljubi u nju, no kada prvi put otiđe u školu primijeti da su Ayukawa i njena prijateljica Hikaru "divlje djevojke" koje se tuku, stvaraju nered i već kupuju cigarete. 
Kada nakon košarkaške utakmice Kyosuke upotrijebi svoju "moć" da zabije koš u praznom stadionu, Hikaru to slučajno primijeti te se zaljubi u njega. Nizom nespretnih okolnosti, pogotovo što ne kani povrijediti nju i njenu prijateljicu Ayukawu, Kyosuke pristaje biti Hikarin dečko iako nema nikakvih osjećaja za nju. Jednom u vezi, Hikaru se zaljubi u njega, prestaje biti problematična i postane draga osoba, no to sprječava Kyosukea da prizna Ayukawi svoju ljubav. To vuče i dodatne probleme jer se njegov školski kolega Yuusaku još davno zaljubio u Hikaru te ga sada gleda sa stanovitom dozom zavisti, dok ga kolege Seiji i Kazuya lagano zafrkavaju. Ayukawa pronalazi posao kao konobarica u kafiću ABCB. Tijekom ljetnih praznika, Kyosuke i Ayukawa ostaje zaglavljeni na otoku, ali ih ekipa ipak pronađe na vrijeme. S vremenom Kyosuke otkrije da može putovati natrag kroz vrijeme ako skoči sa stepenica i padne na glavu na pod. Jednom prilikom tako skoči nekoliko godina unatrag kako bi otkrio koga je Ayukawa prvi put poljubila s 11 godina. No poremeti tijek vremena kada ju spasi od grubijana te tako on postaje osoba u koga se ona zaljubi u mladosti. Njegov djed pošalje Ayukawu također u prošlost gdje se njih dvoje sretnu i poljube.

## Glasovi
- Toru Furuya - Kyosuke Kasuga
- Hiromi Tsuru - Ayukawa Madoka
- Eriko Hara - Hikaru Hiyama
- Michie Tomizawa - Manami Kasuga
- Chieko Honda - Kurumi Kasuga
- Kei Tomiyama - Takashi Kasuga, otac
- Yusaku Yara - Vlasnik bara ABCB

## Zanimljivosti
U nekim epizodama javljaju se parodije na razne popularne filmove, kao što su "Zameo ih vjetar", "Plava laguna", "Bliski susreti treće vrste", "Diplomac", "Terminator" pa i "Top Gun" i "Godzilla" (u epizodi 40, u kojoj mačak Jingoro "glumi" u filmu čudovište koje napada grad, pa ga zaustavljaju piloti-specijalci zvani "T.A.P. Gun").
U skoro svakoj drugoj epizodi, kao "running gag", javlja se ljubavni par Ushiko i Umao na najnemogućijim mjestima (ponekad čak i pod vodom), koji toliko dugo objavljuje ljubav jedno drugom da to postaje komično.

## Kritike
| „                | Anime serije ovih dana nestaju jednako brzo kako su se i pojavile. Iako vjerojatno zabavne i vrijedne gledanja, mnoge od njih ne sadrže nikakvu trajnu vrijednost ili dušu. Čim se pojavi nova hit serija, na prethodne se zaboravi. Međutim, tu i tamo uvijek se pojavi serija u svakom žanru koja stvarno pokaže na što je sve sposoban animirani format. Serije koja trajno ostaju u srcima obožavatelja koji ih gledaju. "Kimagure Orange Road" se kod mnogih obožavatelja smatra jednim od najboljih humorističnih romantičnih serija. | ” |
| — Chris Shepard, | |   |

| „        | Neki su prigovarali da se animacija doima zastarjelom (otprilike iz 80-ih), ali izuzev prve epizode, ja nisam primijetio ništa krivo s njom. Kvalitela crteža je ista kao, ako ne i bolja od animea "Ranma 1/2". Pogotovo su mi se svidjele konture tijela likova, koje su toliko osvježavajuće od anoreksičnih i kutnih dizajna animatora ovih dana (primjerice, Rei i Asuka). Osobno, smatram da lagani ritam i animacija iz 80-ih savršeno nadopunjuju temu romantične komedije u ovoj seriji. | ” |
| — Keefe, | |   |

| „               | Usprkos pomalo mutnim bojama i nesofisticiranoj animaciji, "Kimagure Orange Road" priča bezvremensku priču o mladosti i odnosima koju će voljeti svaki ljubitelj romanse. | ” |
| — Animeacademy, | |   |

| „       | Ono što iznenađuje kod ove serije je da, koliko god da se često približi sentimentalnosti, uspijeva točnu uhvatiti sve one emotivne zamahe tijekom odrastanja, te ispada puno srdačnije nego što sam isprva zamislio...Najveći je problem što priča izgubi svoj dodir realizma. Istina, serija koja se vrti oko obitelji s nadnaravnim moćima se ne čini kao nešto blizu stvarnosti, ali nadnaravni elementi nisu problem. Najgore je što su neke epizode jednostavno preglupe - primjerice, epizoda u kojoj skoro svaka djevojka u seriji odjednom odluči postati profesionalni hrvač. Takvo nešto bi možda funkcioniralo u animeu "Ranma 1/2", ali se doima deplasiranim ovdje. Također, serija sama sebe uzima preozbiljno. Primjerice, neke aktivnosti bande (zle djevojke koje mašu lancima) su pretjerane i nisu mi se svidjele. | ” |
| — Marc, | |   |

## Vanjske poveznice
- Kimagure Orange Road u internetskoj bazi filmova IMDb-a
- Kimagure Orange Road na Anime News Network Encyclopedia
- Kimagure Orange Road na AnimeNFO.com